# Raffaele Piccoli
Raffaele Piccoli (Castagna, 10 ottobre 1819 – Catanzaro, 27 agosto 1880) è stato un patriota e rivoluzionario italiano.

## Biografia
Nacque a Castagna, una piccola località della Sila Piccola appartenente nel 1819 a Soveria Mannelli. Di famiglia artigiana (il padre, Bernardo, era calzolaio), dopo aver completato gli studi nel seminario di Scigliano ed essere stato ordinato diacono, si avvicinò al Mazzinianesimo.
Nel 1848 partecipò con i volontari di Stocco e Ferdinando Bianchi all'insurrezione dell'Angitola, in Calabria. Dopo il fallimento dei moti calabresi, si recò a Roma e partecipò alla difesa della Repubblica Romana. Nel 1849 ai recò a Napoli dove fu arrestato e processato assieme a Luigi Settembrini e Carlo Poerio. Condannato a 30 anni di ferri per cospirazione, fu relegato all'ergastolo di Santo Stefano. Liberato grazie al colpo di mano di Raffaele Settembrini, il figlio di Luigi, il quale riuscì a dirottare nel Regno Unito la nave che avrebbe dovuto deportare i prigionieri politici napoletani in Argentina, Piccoli riparò in Piemonte e riprese i contatti con i repubblicani di Mazzini. Nel 1860 si imbarcò da Quarto con i Mille.
Dopo l'Unità, diversamente da molti suoi compagni di lotta, pur essendo stato un garibaldino, visto come venivano maltrattati gli abitanti dell'ex Regno delle Due Sicilie dai governanti del nuovo stato italiano, si pentì di aver partecipato alla spedizione dei Mille. Pertanto non si integrò nel nuovo regno, e insieme ad altri compaesani, formò un gruppo di briganti che combatterono contro le forze degli unitari, sempre però rimanendo coerentemente repubblicano. Nel maggio del 1870 partecipò a un'insurrezione repubblicana nella cittadina calabrese di Filadelfia assieme a Ricciotti Garibaldi e Giuseppe Foglia. L'insurrezione non ebbe successo e Piccoli riparò a Malta. Processato in contumacia, gli venne revocata la pensione attribuitagli come veterano dei Mille, unica fonte di sopravvivenza. Tornato in patria nel 1880, ormai in miseria, si tolse la vita in un albergo di Catanzaro.